# Coenonympha energica
Coenonympha energica är en fjärilsart som beskrevs av Bubacek 1923. Coenonympha energica ingår i släktet Coenonympha och familjen praktfjärilar. Inga underarter finns listade i Catalogue of Life.